# Robert Mitchum (sång)
Robert Mitchum är en sång och en promosingel av den svenske artisten Olle Ljungström som släpptes 1994, i samband med hans andra soloalbum, Världens räddaste man (1994). Låten är uppkallad efter den amerikanska skådespelaren Robert Mitchum (1917-1997).

## Låtlista
Låtskrivare: Olle Ljungström och Heinz Liljedahl.
1. "Robert Mitchum" (4:24)